# Hiremallinakeri, Hadagalli
Hiremallinakeri là một làng thuộc tehsil Hadagalli, huyện Bellary, bang Karnataka, Ấn Độ.